# Mawson Peak
Mawson Peak (2745 m n. m.) je aktivní sopka v pohoří Big Ben na Heardově ostrově v Jižním oceánu. Jedná se o nejvyšší horu Heardova ostrova a McDonaldových ostrovů a zároveň všech australských teritorií. Nicméně ještě vyšší horou je Mount McClintock v pohoří Britannia na Australském antarktickém území.
Hora byla pojmenována roku 1948 na počest australského polárníka a objevitele Sira Douglase Mawsona.